# فيث نولان
فيث نولان هي مغنية وعازفة الجاز وكاتبة غنائية كندية، ولدت في 1957 في هاليفاكس في كندا.